# Шведские шахматы
Шве́дские ша́хматы (оригинальное название — «Bughouse chess», по-русски иногда используют транслитерацию «Багха́ус» или просторечное название «шведки») — разновидность шахмат для четырёх игроков, составляющих две команды по два человека. Игра идёт на двух досках, игроки одной команды играют на стоящих рядом разных досках разным цветом. Снятая на одной доске фигура противника передаётся партнёру, играющему на другой доске, и может быть использована им как своя.
В шведские шахматы обычно играют с коротким контролем времени. Быстрые ходы и передача фигур производят впечатление на незнакомых с игрой людей, отсюда название bughouse (сумасшедший дом).

## Правила

### Общие
Играют две команды по два игрока. Одновременно ведётся две партии на двух досках, игроки одной команды играют, каждый на своей доске, разным цветом фигур. При взятии фигуры противника игрок передаёт её партнёру, играющему на другой доске. Битые партнёром фигуры составляют так называемый «резерв». Резерв каждого игрока стоит за доской. При желании игрок может вместо своего очередного хода выставить любую фигуру резерва на любое свободное поле доски, введя её, таким образом, в активную игру. За исключением некоторых (см. ниже) особенностей, игра на каждой доске ведётся по стандартным шахматным правилам. В турнирах обычно используются модифицированные правила для блиц-турниров классических шахмат. Проигрывает команда, игроку которой поставили мат, либо игрок которой первым просрочил время. Разумеется, любая команда может в любой момент сдаться. Ничья объявляется по взаимному соглашению сторон, либо если одновременно истекает время на обеих досках, либо если одновременно на обеих досках ставится мат, либо при трёхкратном повторении ходов. На практике ничьи бывают исключительно редко.

### Ограничения и отличия от шахматных правил
- Ход считается сделанным, когда переключены часы. Если игрок своим ходом взял фигуру противника, то он должен передать её партнёру только после того, как переключит часы. Нельзя брать в руки одновременно более одной фигуры.
- Если король находится под шахом и его невозможно ни увести, ни прикрыть фигурой с доски, однако при этом он в принципе может быть прикрыт выставлением фигуры из резерва (даже если в данный момент у игрока такой фигуры нет), такая позиция считается не матом, а шахом. В этом случае проигрыш не фиксируется. Игрок может зависнуть (см. ниже) до получения нужной фигуры, выигрыша одной из сторон на другой доске или истечения времени. Матом признаётся только позиция, где король не может быть прикрыт от шаха никаким допустимым правилами способом (то есть когда шах дан конём, либо дающая шах фигура стоит вплотную к королю, либо шах дан одновременно двумя фигурами, от которых невозможно закрыть короля одним ходом). Такое положение обозначается устойчивым словосочетанием «Мат на доске».
- Запрещается выставлять пешку из резерва на последнюю и первую горизонталь.
- Ферзь или другая фигура, которая была превращена из пешки, при взятии передаётся партнёру не как фигура, а как пешка.
- Пешка, выставленная на поле второй горизонтали, имеет те же возможности хода, что и пешка, изначально стоящая на своей исходной позиции: она может первым ходом пойти на два поля; при таком ходе она может быть взята на проходе ответным ходом противника.
- Ладья, выставленная на крайнее поле первой горизонтали, может участвовать в рокировке, как никогда не ходившая.
- Игрокам запрещено скрывать резерв от противников.

### Варианты правил
Существуют модификации правил, используемые в разных клубах и серверах в Интернете. Отличия, в основном, касаются следующих моментов:
- Шах или мат при выставлении фигуры на доску.
  - Нельзя объявлять шах или мат.
  - Можно объявлять шах, но нельзя объявлять мат.
  - Можно объявлять и шах, и мат.
- Выставление на доску пешки из резерва.
  - Можно выставлять на любое свободное поле, кроме первой и последней горизонтали.
  - Нельзя выставлять на вторую горизонталь (от игрока).
  - Нельзя выставлять на вторую и седьмую горизонталь.
  - На вторую (от игрока) горизонталь пешку можно выставлять только с шахом.
- Порядок превращения пешки.
  - Пешка превращается по обычным шахматным правилам, то есть объявляется нужной игроку фигурой, кроме короля и пешки. Никаких других действий не производится. При взятии превращённой пешки она переходит к партнёру противника как пешка. На практике пешку при превращении просто объявляют фигурой, но физически на фигуру не заменяют, ведь в короткой партии практически невозможно забыть, что данная пешка превращена, а при последующем взятии не приходится заменять фигуру обратно на пешку.
  - При превращении пешки у соперника с другой доски снимается любая фигура (кроме короля и пешки, а также, в некоторых вариантах, ферзя), которая и ставится на место пешки. Сама пешка отдаётся сопернику на другой доске в резерв. При снятии превращённой фигуры она возвращается сопернику как фигура, а не как пешка.

##### Игра на трёх досках
В этом варианте играют команды по три человека на трёх досках. Проигравшей обычно считается команда, которая получила мат на «центральной» доске, либо на обеих «крайних» досках. После объявления мата на крайней доске игра не прекращается. Фигуры, находящиеся в момент мата на доске, не передаются в резерв и выходят из игры. Игроки за крайними досками имеют общий резерв. Основной целью участников команды за крайними досками зачастую становится снабжение центральной доски нужными фигурами, даже ценой получения мата. За центральной доской обычно играет самый опытный и сильный шахматист в команде.

## Особенности командной игры
Поскольку игра ведётся на двух досках, а мат требуется поставить только на одной, появляется дополнительный тактический элемент: игра с учётом состояния партии, ведущейся на другой доске, и оставшегося времени. Этот элемент привёл к появлению в шведских шахматах специфических понятий и механизмов игры.

### Зависание и ожидание
В какой-то момент партии игрок может решить, что в данной ситуации делать свой очередной ход нельзя или невыгодно. Например, для успешного продолжения своей партии необходимо получить в резерв определённую фигуру, или, наоборот, назревает размен, из-за которого у партнёра (к противнику которого перейдут взятые фигуры) может резко ухудшиться ситуация. Один из вариантов действий — не делать хода, пока ситуация не изменится (скажем, пока партнёр не предоставит нужную фигуру). Такое состояние называется «зависание». Очевидно, зависание может продолжаться не дольше, чем до истечения времени игрока.
Если позиция в партии такова, что после хода игрока противник ответным ходом неизбежно поставит мат, то единственная возможность избежать проигрыша — вынужденное зависание в надежде на то, что за оставшееся время партнёр сможет победить на своей доске. Такое зависание называется «ожидание». Очевидно, если у соперника на другой доске осталось больше времени, чем у ожидающего игрока, он может добиться победы, если, в свою очередь, зависнет — время раньше истечёт у ожидающего.

### Переговоры партнёров
Для координации действий партнёров в шведских шахматах разрешаются устные переговоры. Переговоры ведутся в открытую. В ходе переговоров партнёры могут указывать на состояние партии на своей доске, говорить, какие фигуры им необходимы. Никакого формализованного протокола переговоров нет, обычно стараются говорить коротко, чтобы не терять время и не мешать партнёру без необходимости. Типичные реплики партнёров в ходе переговоров: «Я завис», «Мне нужен конь», «Мой ждёт» (то есть противник говорящего находится в ожидании, так что теперь исход партии зависит от партнёра и от времени), возможны рекомендации типа «зависни, у нас время лучше» или «возьми слона», можно спрашивать мнение партнёра о своей партии или задавать вопросы об уместности отдельных ходов (например, «можно мне разменять ферзей?»). Реплика «Мат на доске» — оповещение о выигрыше партии.
В переговорах запрещены лишь прямые подсказки партнёру, то есть фразы, рекомендующие сделать конкретный ход, типа «пойди ферзём на g5» (хотя это правило применяется не всегда). За прямую подсказку, в зависимости от регламента турнира, может быть уменьшено время игрока или даже засчитано поражение. Кроме того, турнирные правила обычно рекомендуют сводить до минимума обмен репликами, не имеющими прямого отношения к сути игры.

## Контроль времени
Обе партии начинаются и ведутся одновременно, никаких специальных правил по синхронизации ходов на досках нет. Игра практически всегда ведётся с контролем времени, для которого используется пара обычных шахматных часов (одни часы на доску). Контроль времени принципиально важен, поскольку, в отличие от шахмат, влияет на логику игры из-за наличия состояний зависания и ожидания. Обычно на партию даётся не более 5 минут на игрока, чтобы при одновременном зависании на обеих досках не ждать долго, пока на одной из досок время истечёт раньше. Во время игры игроки должны видеть показания часов соседней доски.
Возможна, хотя и редко практикуется, игра без контроля времени. В ней вводится правило «ход за ход» — игрок, сделавший ход на одной доске, имеет право (но не обязан) потребовать, чтобы следующий ход в игре сделал соперник, играющий на другой доске. Это вынужденная мера, чтобы исключить возможность возникновения ситуации, когда на обеих досках игроки зависли и партия не может продолжаться дальше. Тактически игра без контроля времени заметно отличается от обычной.

## Теория
Исход игры в значительной мере зависит от интуиции и качества взаимодействия игроков. Основные моменты, отличающие тактику шведских шахмат:
- Наличие резерва само по себе требует изменения подхода к тактике и нападения, и защиты. В обоих случаях нужно учитывать фигуры резерва, свои и противника, причём не только наличные, но и те, которые могут появиться.
- Фигура в резерве имеет бо́льшую ценность, чем одноимённая фигура на доске, главным образом, из-за гораздо большей мобильности. Принято считать, что фигура в резерве приблизительно в полтора раза сильнее такой же фигуры на доске, но эта оценка не вполне точна, так как разница зависит от фигуры и позиции.
- Изменяется сравнительная ценность фигур. Так, на доске слон сильнее коня, поскольку более мобилен, но в резерве мобильность уравнивается, и конь становится сильнее, поскольку от него невозможно закрыться.
- Размен одной сильной фигуры на две менее сильные, считающийся в классических шахматах более-менее равноценным (слона за две пешки, или ладьи за слона и коня) чаще всего более выгоден команде, игрок которой отдаёт одну фигуру, поскольку его партнёр получает две фигуры в резерв, где они потенциально сильнее одной, даже более сильной, получаемой партнёром противника.
- Возрастает ценность пешек. Во-первых, они обеспечивают прикрытие позиции (выставлением пешки из резерва можно прикрыть угрожаемое направление практически на всей доске), во-вторых, после постановки пешки из резерва на шестую—седьмую горизонталь они гораздо легче, чем в классических шахматах, могут быть превращены в фигуры.
- При наличии у партнёра возможности быстрой победы, для которой необходима определённая фигура, игрок может действовать в «режиме камикадзе», делая заведомо проигрышный ход, чтобы получить требуемую фигуру, передать её партнёру и зависнуть, дав партнёру возможность выиграть.

Разрешение или запрет на выставление фигур из резерва с шахом и/или матом существенно влияет на характер игры. Если разрешён и шах, и мат при выставлении фигуры, партии чаще проводятся в режиме форсированной атаки на короля противника, пусть даже за счёт больших жертв. Разрешение шаха, но запрет мата при выставлении фигуры требует применения несколько более изощрённых способов атаки. Полный запрет на шах и мат при выставлении фигур из резерва приводит к тому, что игра приобретает позиционный характер. Партии в таких играх обычно длятся дольше.

## Распространение
В шведские шахматы играют во многих странах мира, хотя массово популярной эту игру назвать нельзя. В основном, любители играют в Интернете (самый известный и популярный сервер — FICS). Из международных очных соревнований наиболее известны турниры в Берлине (его иногда называют неофициальным чемпионатом Европы) и Женеве.
В России на 2005 год существовало около десятка клубов, объединяющих любителей шведских шахмат. Наиболее крупный — Шахматный клуб СПбГПУ им. М. М. Ботвинника. С 2001 года в этом клубе проводится чемпионат России.
Сообщества шведочников существуют в некоторых городах России и СНГ, а также на интернет-форумах. Проект BugHouse.ru призван объединить людей, играющих в шведские шахматы по всем видам правил.

## Другие варианты шведских шахмат
- Extinction bughouse («вымирающие шведские шахматы») — игра ведётся по правилам шведских шахмат, но для победы достаточно взять у одного из соперников все одноимённые фигуры.
- Crazyhouse — вариант для двух игроков, он существенно ближе к классическим шахматам.